# Erica keeromsbergensis
Erica keeromsbergensis är en ljungväxtart som beskrevs av H.A. Baker. Erica keeromsbergensis ingår i släktet klockljungssläktet, och familjen ljungväxter. Inga underarter finns listade i Catalogue of Life.